# Surface (for Alto, Baritone and Strings)
Surface (for Alto, Baritone and Strings) ist ein Album von Rodrigo Amado, Carlos Zingaro, Tomas Ulrich & Ken Filiano. Die am 5. Februar 2006 im Studio Sonic State in Lissabon entstandenen Aufnahmen erschienen 2007 auf Rodrigo Amados Label European Echoes.

## Hintergrund
Der in Lissabon lebende Fotograf und Saxophonist Rodrigo Amado gestaltete dieses Album als Hommage an die Arbeit eines Fotografen, den er bewunderte: Stephen Shore, der für seine ausdruckslose Darstellung banaler amerikanischer Alltagsszenen und Objekten bekannt ist. Amado versah das Booklet mit vier seiner eigenen Fotos von New York und kombinierte sie mit Musik, die er mit drei Streichern einspielte. In der Aufnahme von 13 freien Improvisationen in der portugiesischen Hauptstadt sollte versucht werden, „ein Klangbild des alltäglichen New York zu schaffen“, notierte Ken Waxman. Die Teilnehmer sind New Yorker und Lissabonner; neben Amado, der Alt- und Baritonsaxophon spielt, wirkte ein weiterer Portugiese mit, der Bratschist und Geiger Carlos Zíngaro, die beiden Amerikaner sind der Cellist Tomas Ulrich und der Bassist Ken Filiano. Das Herzstück der Aufnahme, „Surface Suite“, sind fünf kurze improvisierte Stücke mit unterschiedlichen Stimmungen und Texturen. Jedes dreht sich um ein einfaches Thema.

## Titelliste
- Rodrigo Amado / Carlos Zingaro / Tomas Ulrich / Ken Filiano: Surface (European Echoes 002)[3]

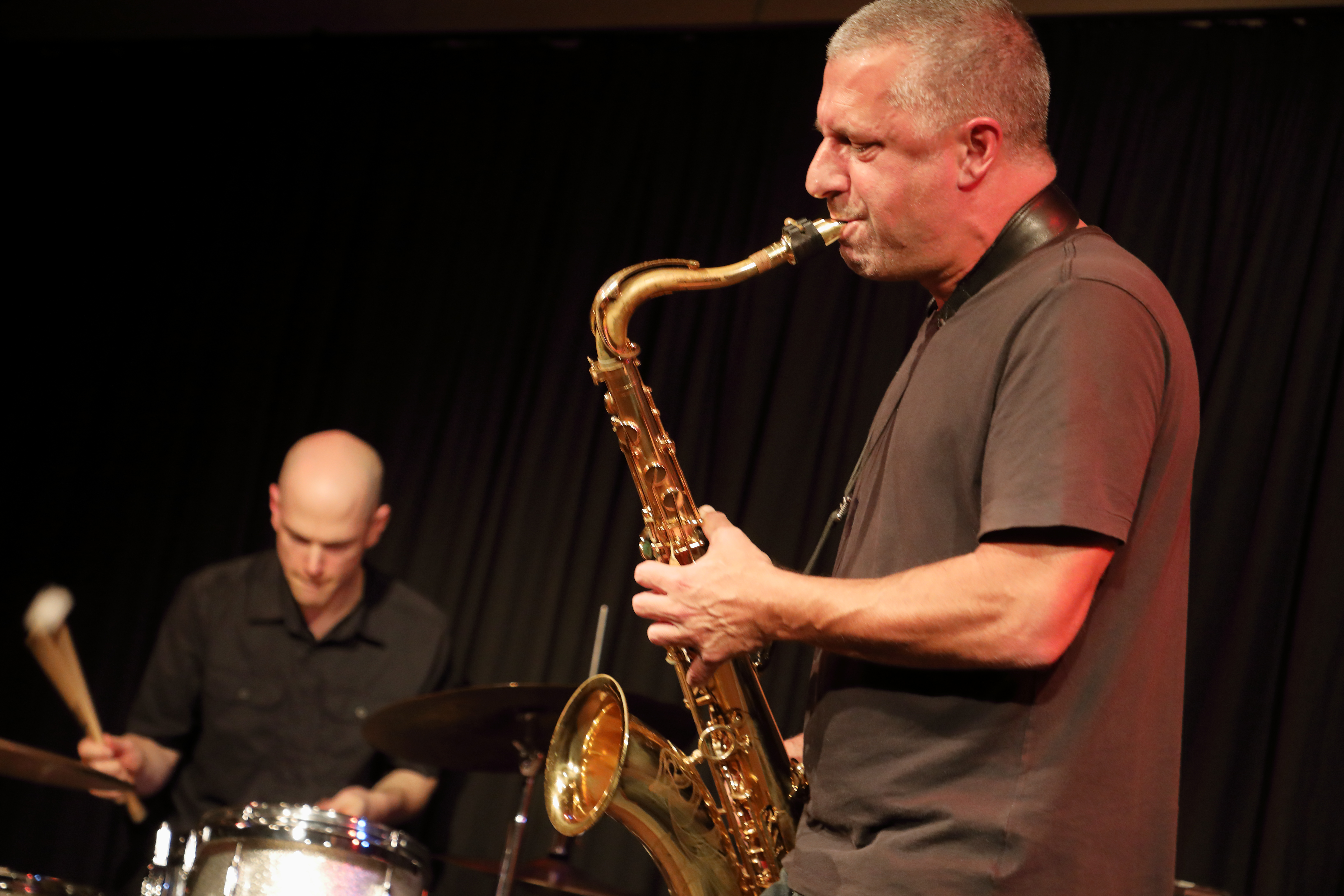
Rodrigo Amado mit dem Schlagzeuger Chris Corsano im club W71, Weikersheim, 2018

1. Uncommon Places 4:48
2. Natural Bridge 1:35
3. The City 7:45
4. Luzzara 5:36
5. Calculators 6:17
6. Room 28 6:12
7. Surface Suite: Eat 1:39
8. Surface Suite: Talk 0:58
9. Surface Suite: Look 1:31
10. Surface Suite: Sleep 1:26
11. Surface Suite: Walk 1:04
12. Trail's End 3:50
13. Art Is Truth 4:19

## Rezeption
Der Saxophonist habe mit Zíngaro und Filiano bei den Lisbon Improvisation Players (LIP) Aufnahmen gemacht, doch die Anwesenheit von Ulrichs Cello und das Fehlen von Schlagzeug und eines weiteren Bläsers – zu denen im LIP mitwirkenden New Yorker, der Posaunist Steve Swell und der Schlagzeuger Lou Grassi gehört hatten – bedeute, dass in der Darbietung eine Tendenz zur romantischen Hübschheit vorhanden sei, die im Widerspruch mit den ungeschminkten Bildern beider Fotografen steht, urteilte Ken Waxman in JazzWord. Doch glücklicherweise würden Ulrich und Zíngaro vor allem erweiterte Techniken verwenden, sowohl Pizzicato als auch Coll’arco, um Unisono-Harmonien unerwartete Kraft zu verleihen und pointierte Soli zu spielen. Filiano sei hier ein ebenso kraftvoller Anker wie für Vinny Golia oder für Trompeter Dennis González, aber Filianos solide rhythmische Gangart mache einen Schlagzeuger größtenteils überflüssig.
Der größte Nachteil des Albums bestehe jedoch darin, dass selbst der längste Titel etwas unvollendet wirke, merkt Waxman an. Es sei, als hätten sich die vier schließlich Fortissimo-Kadenzen zugewandt, knarrende Kreuztexturen oder gleichzeitige pochende und pumpende Aktionen, um ein ergebnisloses Finale zu beleben. Vieles auf dem Album sei bemerkenswert und interessant; um jedoch mit dieser Gruppe das gleiche Maß an Spannung und Engagement zu erreichen, das jeder der Vier einzeln oder mit unterschiedlichen Aggregaten erreicht hat, wäre ein viel tieferes Eintauchen in die improvisatorische Konzeption erforderlich.
Die Aufnahme dieses Quartetts entferne sich zwar von der Jazztradition, habe aber viel mit offen improvisierter Musik zu tun, schrieb Mark Corroto in All About Jazz. Das bedeute aber nicht, dass diese Musik nicht zugänglich sei. Zusammengenommen würden die vier Stücke auf ausgesprochen zufriedenstellende Weise klingen. Die präsentierten relativ kurzen Stücke werden mit offenem Ohr sowohl für den Zuhörer als auch für die anderen Musiker gespielt. Jedes Stück entfalte sich sehr organisch, wobei das Baritonsaxophon als gleichberechtigter Partner eingesetzt wird. Wenn auf „Calculators“ auf nicht-traditionelle Weise angegangen werden, entscheiden sich die Spieler für gezupfte oder sanft geschabte Saiten und für Klopfen auf den Resonanzkörpern. Der Schlüssel liege hier in der menschlichen Berührung der Instrumente. In diesem Modus würde Amado mit einem sanft überblasenen Saxophon einsetzen, um den Fluss nicht zu stören.